# Notophthiracarus fatidicus
Notophthiracarus fatidicus är en kvalsterart som först beskrevs av Wojciech Niedbała 1982.  Notophthiracarus fatidicus ingår i släktet Notophthiracarus och familjen Phthiracaridae. Inga underarter finns listade i Catalogue of Life.